# Bill Coleman
Bill Coleman (nato William Johnson Coleman; Paris, 4 agosto 1904 – Tolosa, 24 agosto 1981) è stato un compositore, trombettista suonatore di flicorno e cantante jazz statunitense.
Dal 1948 si trasferì in Francia

## Biografia
La famiglia di Coleman era originaria di Paris, nel Kentucky, e si trasferì a Cincinnati nel 1909. Il giovane Bill iniziò a suonare nel gruppo del trombonista J. C. Higginbotham col clarinetto e il sax ma in breve scelse come strumento d'elezione la tromba e presto il suo stile venne influenzato dal trombettista Theodore Carpenter. Il suo esordio avvenne così in gruppi di Cincinnati poi, a partire dal 1927, iniziò le tournée arrivando anche a New York. Qui si unì alla banda di Cecil Scott e all'orchestra di Luis Russell con la quale tenne la sua prima sessione di registrazione, nel 1929.  A New York ebbe anche l'occasione di suonare nella famosa Savoy Ballroom di Harlem.
Arrivò in Europa con l'orchestra di Lucky Millinder attorno al 1933. Tornò a Cincinnati poi nuovamente in Europa dove, a Parigi, tenne una sessione di registrazione con Django Reinhardt. Nel 1936 andò a Bombay, in India, poi di nuovo a Parigi.
Nei suoi viaggi arrivò anche a Il Cairo in Egitto, poi nel 1940 tornò negli Stati Uniti dove suonò con Benny Carter, Teddy Wilson, Andy Kirk, Ellis Larkins, Mary Lou Williams, John Kirby, Sy Oliver e Billy Kyle, Lester Young, Billie Holiday e Coleman Hawkins.
Nel 1948, dopo la fine della seconda guerra mondiale, tornò in Francia spinto dalla segregazione razziale presente in quel periodo negli Stati Uniti e continuò a viaggiare e a suonare nei jazz club, ai festival e nelle manifestazioni che si tenevano in varie parti del mondo.
1950: Bill Coleman per la prima volta in Italia

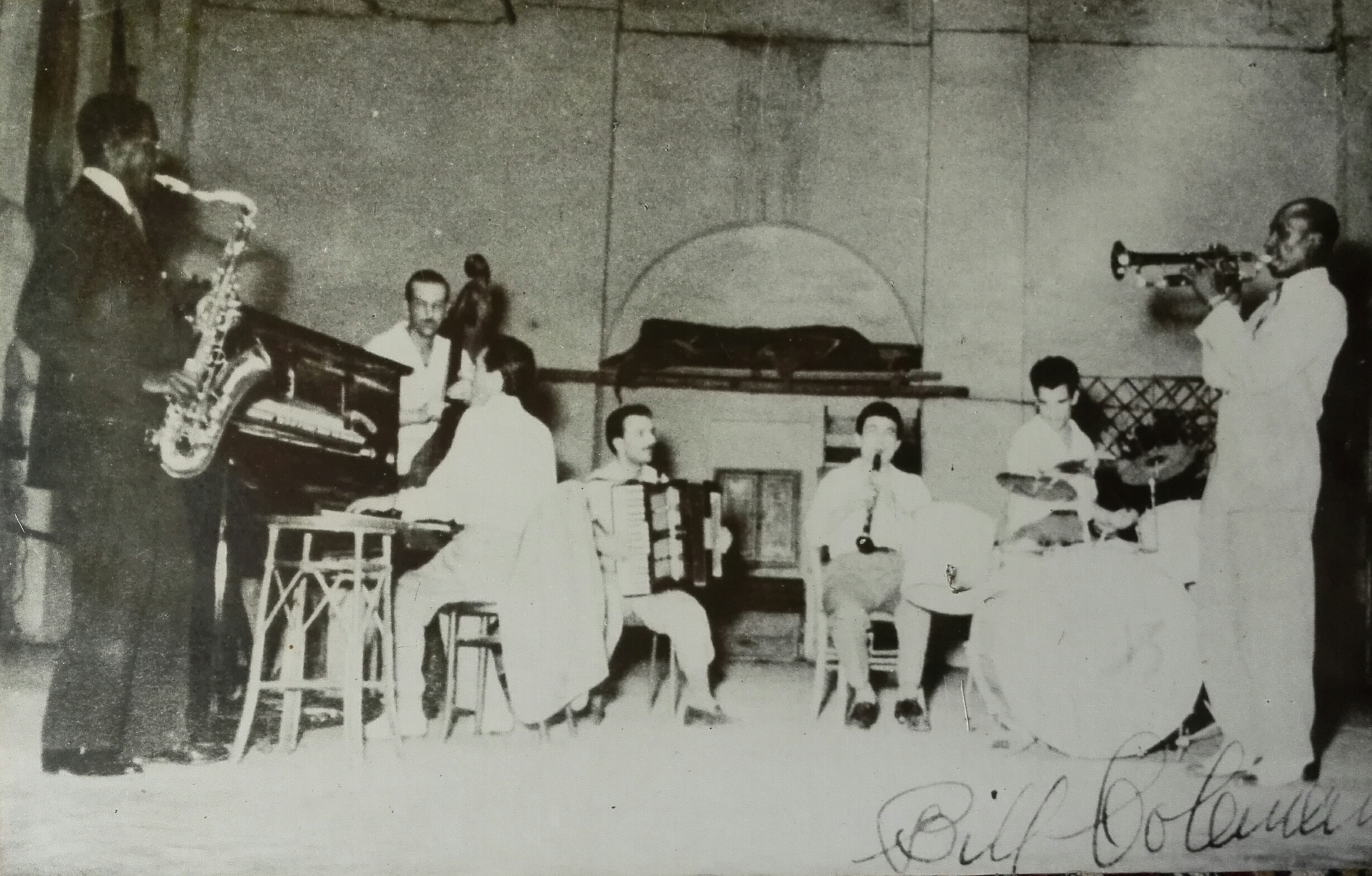
Da sinistra: Fred Palmer al sax tenore, Leopoldo Cepparello al contrabbasso, Enzo Ceragioli al pianoforte, Bruno Aragosti alla fisarmonica, Henghel Gualdi al clarinetto, Franchino Camporeale alla batteria, Bill Coleman alla tromba. Viareggio, 1950

Nel 1950, quando nella Versilia imperversava la vita notturna nei locali, Bill Coleman arrivò in Italia per la prima volta. Proprio a Viareggio, al Politeama, si decise di organizzare una jam session che fu un grande successo e rimase memorabile. Il 18 agosto 1950 dalle ore 01:00 fino alle ore 09:00 del mattino Bill Coleman si esibì suonando la tromba insieme a Fred Parker al sax tenore e ai musicisti italiani Luciano Maraviglia al pianoforte, Franchino Camporeale alla batteria, Leopoldo Cepparello al contrabbasso e Henghel Gualdi al clarinetto, iniziando con The Sheik of Araby. La jam session vide l’alternarsi e l’aggiungersi di vari musicisti: Enzo Ceragioli, Dante Vignali e Amarino Camicioli al pianoforte, Flavio Ambrosetti al sax contralto, Libero Citi al trombone, Bruno Aragosti alla fisarmonica, Marino Peruzzi al sax tenore e clarino, Aldo Valleroni alla tromba, Alfredo Labardi al sax tenore e violino e Coppoli al contrabbasso. L'entusiasmo dei musicisti era tale che la musica fu interrotta al mattino dall’arrivo del personale delle pulizie.
Seguirono altre esibizioni di Bill Coleman in Italia, in cui fu accompagnato, oltre che da Fred Palmer, da alcuni musicisti italiani, alcuni dei quali avevano partecipato alla jam session viareggina.
Fu amico del sassofonista Guy Lafitte, col quale partecipò al Montreux Jazz Festival nel 1973 e alla registrazione di un disco. All'inizio degli anni settanta fu a Milano al Jazz Power e al Capolinea. In quegli anni prese parte ad un programma televisivo sulla ORTF, Bienvenus Chez Guy Béart, con l'orchestra di Duke Ellington.
Nel 1978 si esibì al primo festival Jazz che si tenne a Marciac.
A partire dalla fine degli anni sessanta, oltre alla sua consueta attività con concerti e tournée che si tenevano specialmente in Europa e segnatamente in Francia, intraprese anche un'azione di promozione ed insegnamento dello swing e della musica jazz in genere.
Bill Coleman si spense a settantasette anni di età a Tolosa in un ospedale privato specializzato in malattie cardiache e respiratorie il 24 agosto 1981.

## Riconoscimenti
Nel 1974 ha ricevuto l'Ordine nazionale al merito della Repubblica Francese.

## Discografia
- Bill Coleman (Prestige Records, 1936)
- Bill Coleman Blues / Indiana (Swing, 1937)
- Swing guitars (Gramophone, 1937)
- Bill Coleman - Don Byas Quintet (Prestige Records, 1949)
- Singing and Swinging With Bill Coleman and His Seven (Columbia, 1956)
- Bill Coleman Plays The Blues (Columbia, 1956)
- Album of cities (Columbia, 1957)
- Bill Coleman and His Swingstars (Pathé, 1959)
- Bill Coleman (La Voix De Son Maître, 1959)
- From Boogie to Funk (Brunswick, 1960)
- Jazz Pour Dieu (Unidisc, 1966)
- Sings and Plays 12 Negro Spirituals (Concert Hall, 1968)
- Together at Last (Pathé, 1969)
- Three Generation Jam (77 Records, 1969)
- Bill and the Boys (Concert Hall, 1972)
- Swingin' in London (Black Lion, 1972)
- Bill Coleman in Milan with Lino Patruno and Friends (Durium, 1973)
- Mainstream at Montreux (Black Lion, 1973)
- Bill Coleman Meets Guy Lafitte - Montreux 1973 (Black Lion, 1975)
- Cave's Blues (Jazzmosphere 1979)
- Really I Do (Black & Blue, 1982)
- Swinging in Switzerland (Black and Blue, 1983)
- Blowing for the Cats (DRG, 1980)
- Really I do (Black & Blue, 1980)
- In Paris (Affinity 1991)
- Bill Coleman 1936-1938 (Classics, 1994)
- Bill Coleman (EMI Music, 2002)
- Bill Coleman, 1940-1949 (Classics, 2002)
- Bill Coleman 1951-1952 (Classics, 2004)
- Bill Coleman 1952-1953 (Classics, 2005)
- The Complete Philips Recordings (Gitanes/Universal, 2006)

## Saggi
- (FR) De Paris (Kentucky) à Paris (France), ma trompette sous le bras: autobiographie, Aubais (Gard), Mémoire d'Oc développement, 2004, OCLC 419994538.
- (EN) Trumpet Story, London, Palgrave Macmillan Limited, 2016, OCLC 1084439579.